# 细叶铁线蕨
细叶铁线蕨（学名：Adiantum venustum）为铁线蕨科铁线蕨属下的一个变种。